# 영향권
영향권(影響圈, 영어: sphere of influence, SOI) 또는 세력권(勢力圈) 혹은 세력범위(勢力範圍)는 국제 관계 분야에서 국가나 조직이 일정 수준의 문화적, 경제적, 군사적 또는 정치적 독점권을 갖는 공간적 영역 또는 개념 구분이다.
영향을 받는 사람과 영향력 있는 사람 사이에 공식적인 동맹이나 기타 조약 의무가 있을 수 있지만 그러한 공식적인 합의는 필요하지 않으며 영향력은 종종 소프트 파워의 예가 될 수 있다. 마찬가지로, 공식적인 동맹이 반드시 한 국가가 다른 국가의 영향권 내에 있다는 것을 의미하지는 않는다. 높은 수준의 독점성은 역사적으로 더 높은 수준의 갈등과 관련되어 왔다.
더 극단적인 경우에는 다른 국가의 영향권 내에 있는 국가가 해당 국가의 자회사가 되어 사실상 위성국 또는 사실상의 식민지 역할을 할 수도 있다. 제2차 세계 대전 이후 소련과 동구권의 경우가 그러했다. 강대국이 다른 나라의 일에 개입하는 세력권 체계는 현재까지 지속되고 있다. 흔히 초강대국, 강대국, 중견국이라는 관점으로 분석된다.
때로는 단일 국가의 일부가 서로 다른 두 개의 영향력 영역에 속할 수 있다. 19세기에는 대영 제국, 프랑스 식민제국, 러시아 제국 사이에 위치한 이란과 태국이라는 완충국이 이 세 국제 세력의 영향력 영역으로 나뉘었다. 마찬가지로, 제2차 세계 대전 이후 독일은 4개의 점령 지역으로 나뉘었고, 그 중 3개는 나중에 서독으로 통합되었고, 나머지 1개는 동독이 되었다. 전자는 북대서양 조약 기구(NATO) 회원국이고 후자는 바르샤바 조약 기구(Warsaw Pact)의 회원국이었다.

## 같이 보기
- 지정학
- 국가이성
- 세력균형
- 언어동조대
- 불평등 조약
- 비공식 제국